# Asia Rugby Championship 2019 (dywizje)
Asia Rugby Championship 2019 – piąta edycja corocznych zawodów organizowanych pod auspicjami Asia Rugby dla azjatyckich męskich reprezentacji rugby union. Turnieje w ramach niższych od Top 3 dywizji odbywały się od marca do czerwca 2019 roku.

## System rozgrywek
Zawody były rozgrywane w poszczególnych dywizjach albo w formie turnieju play-off – zwycięzcy półfinałów walczyli o triumf w zawodach, przegrani zaś z tych meczów o utrzymanie się w tej klasie rozgrywek – albo też systemem kołowym – zwycięzca meczu zyskiwał cztery punkty, za remis przysługiwały dwa punkty, porażka nie była punktowana, a zdobycie przynajmniej czterech przyłożeń lub przegrana nie więcej niż siedmioma punktami premiowana była natomiast punktem bonusowym.

## Dywizja 1
Turniej Dywizji 1 odbył się w Tajpej w ciągu dwóch meczowych dni pomiędzy 29 maja a 1 czerwca 2019 roku i wzięły w nim udział cztery zespoły rywalizujące systemem pucharowym. Tytuł zdobyty przed rokiem obronili Filipińczycy. Sędziowie zawodów.
|  |                 |                 |           |                   |    |          |          |       |
|  | Półfinały       | Półfinały       | Półfinały |                   |    | Finał    | Finał    | Finał |
|  | Półfinały       | Półfinały       | Półfinały |                   |    | Finał    | Finał    | Finał |
|  | 29 maja 2019    |                 |           |                   |    |          |          |       |
|  |                 |                 |           |                   |    |          |          |       |
|  | Filipiny        | Filipiny        | 39        |                   |    |          |          |       |
|  | Filipiny        | Filipiny        | 39        | 01 czerwca 2019   |    |          |          |       |
|  | Sri Lanka       | Sri Lanka       | 22        |                   |    |          |          |       |
|  | Sri Lanka       | Sri Lanka       | 22        |                   |    | Filipiny | Filipiny | 29    |
|  | 29 maja 2019    |                 |           |                   |    | Filipiny | Filipiny | 29    |
|  |                 |                 | Singapur  | Singapur          | 21 |          |          |       |
|  | Chińskie Tajpej | Chińskie Tajpej | Singapur  | Singapur          | 21 | 13       |          |       |
|  | Chińskie Tajpej | Chińskie Tajpej |           |                   |    |          |          |       |
|  | Singapur        | Singapur        | 18        |                   |    |          |          |       |
|  | Singapur        | Singapur        | 18        | Mecz o 3. miejsce |    |          |          |       |
|  |                 |                 |           |                   |    |          |          |       |
|  | 01 czerwca 2019 |                 |           |                   |    |          |          |       |
|  |                 |                 |           |                   |    |          |          |       |
|  | Sri Lanka       | Sri Lanka       | 72        |                   |    |          |          |       |
|  | Sri Lanka       | Sri Lanka       | 72        |                   |    |          |          |       |
|  | Chińskie Tajpej | Chińskie Tajpej | 17        |                   |    |          |          |       |
|  | Chińskie Tajpej | Chińskie Tajpej | 17        |                   |    |          |          |       |

| 29 maja 201917:00 | Filipiny | 39:22 | Sri Lanka | Stadion Miejski, Tajpej Sędzia: Seo In-soo |
| 29 maja 201917:00 |          | 39:22 |           | Stadion Miejski, Tajpej Sędzia: Seo In-soo |

| 29 maja 201919:00 | Chińskie Tajpej | 13:18 | Singapur | Stadion Miejski, Tajpej Sędzia: Stephen Copeman |
| 29 maja 201919:00 |                 | 13:18 |          | Stadion Miejski, Tajpej Sędzia: Stephen Copeman |

| 1 czerwca 201919:00 | Filipiny | 29:21 | Singapur | Stadion Miejski, Tajpej Sędzia: Craig Chan |
| 1 czerwca 201919:00 |          | 29:21 |          | Stadion Miejski, Tajpej Sędzia: Craig Chan |

| 1 czerwca 201917:00 | Sri Lanka | 72:17 | Chińskie Tajpej | Stadion Miejski, Tajpej Sędzia: Toshimasa Sekiya |
| 1 czerwca 201917:00 |           | 72:17 |                 | Stadion Miejski, Tajpej Sędzia: Toshimasa Sekiya |

## Dywizja 2
Turniej Dywizji 2 odbył się w Hua Hin w ciągu dwóch meczowych dni pomiędzy 15 a 18 maja 2019 roku i wzięły w nim udział cztery zespoły rywalizujące systemem pucharowym. W zawodach zwyciężyły Zjednoczone Emiraty Arabskie.
|  |                              |                              |           |                   |    |                              |                              |       |
|  | Półfinały                    | Półfinały                    | Półfinały |                   |    | Finał                        | Finał                        | Finał |
|  | Półfinały                    | Półfinały                    | Półfinały |                   |    | Finał                        | Finał                        | Finał |
|  | 15 maja 2019                 |                              |           |                   |    |                              |                              |       |
|  |                              |                              |           |                   |    |                              |                              |       |
|  | Zjednoczone Emiraty Arabskie | Zjednoczone Emiraty Arabskie | 82        |                   |    |                              |                              |       |
|  | Zjednoczone Emiraty Arabskie | Zjednoczone Emiraty Arabskie | 82        | 18 maja 2019      |    |                              |                              |       |
|  | Guam                         | Guam                         | 7         |                   |    |                              |                              |       |
|  | Guam                         | Guam                         | 7         |                   |    | Zjednoczone Emiraty Arabskie | Zjednoczone Emiraty Arabskie | 50    |
|  | 15 maja 2019                 |                              |           |                   |    | Zjednoczone Emiraty Arabskie | Zjednoczone Emiraty Arabskie | 50    |
|  |                              |                              | Tajlandia | Tajlandia         | 12 |                              |                              |       |
|  | Tajlandia                    | Tajlandia                    | Tajlandia | Tajlandia         | 12 | 38                           |                              |       |
|  | Tajlandia                    | Tajlandia                    |           |                   |    |                              |                              |       |
|  | Kazachstan                   | Kazachstan                   | 20        |                   |    |                              |                              |       |
|  | Kazachstan                   | Kazachstan                   | 20        | Mecz o 3. miejsce |    |                              |                              |       |
|  |                              |                              |           |                   |    |                              |                              |       |
|  | 18 maja 2019                 |                              |           |                   |    |                              |                              |       |
|  |                              |                              |           |                   |    |                              |                              |       |
|  | Guam                         | Guam                         | 8         |                   |    |                              |                              |       |
|  | Guam                         | Guam                         | 8         |                   |    |                              |                              |       |
|  | Kazachstan                   | Kazachstan                   | 17        |                   |    |                              |                              |       |
|  | Kazachstan                   | Kazachstan                   | 17        |                   |    |                              |                              |       |

| 15 maja 201915:30 | Zjednoczone Emiraty Arabskie | 82:7 | Guam | True Arena Hua Hin, Hua Hin |
| 15 maja 201915:30 |                              | 82:7 |      | True Arena Hua Hin, Hua Hin |

| 15 maja 201917:15 | Tajlandia | 38:20 | Kazachstan | True Arena Hua Hin, Hua Hin |
| 15 maja 201917:15 |           | 38:20 |            | True Arena Hua Hin, Hua Hin |

| 18 maja 201917:15 | Zjednoczone Emiraty Arabskie | 50:12 | Tajlandia | True Arena Hua Hin, Hua Hin |
| 18 maja 201917:15 |                              | 50:12 |           | True Arena Hua Hin, Hua Hin |

| 18 maja 201915:30 | Guam | 8:17 | Kazachstan | True Arena Hua Hin, Hua Hin |
| 18 maja 201915:30 |      | 8:17 |            | True Arena Hua Hin, Hua Hin |

## Dywizja 3

### Dywizja 3 Wschodnia
Turniej Dywizji 3ES odbył się w Dżakarcie w ciągu trzech meczowych dni pomiędzy 23 a 29 czerwca 2019 roku i wzięły w nim udział trzy zespoły rywalizujące systemem kołowym. Dzięki dwóm zwycięstwom triumfowała w nim reprezentacja Chin.
| 23 czerwca 201916:00 | Indonezja | 10:63 | Chiny | Gelora Bung Karno Sports Complex, Dżakarta |
| 23 czerwca 201916:00 |           | 10:63 |       | Gelora Bung Karno Sports Complex, Dżakarta |

| 26 czerwca 201916:00 | Indie | 17:74 | Chiny | Gelora Bung Karno Sports Complex, Dżakarta |
| 26 czerwca 201916:00 |       | 17:74 |       | Gelora Bung Karno Sports Complex, Dżakarta |

| 29 czerwca 201916:00 | Indie | 42:12 | Indonezja | Gelora Bung Karno Sports Complex, Dżakarta |
| 29 czerwca 201916:00 |       | 42:12 |           | Gelora Bung Karno Sports Complex, Dżakarta |

### Dywizja 3 Centrum
Turniej Dywizji 3C odbył się w Lahaur w formie dwumeczu rozegranego w dniach 28 kwietnia – 1 maja 2019 roku. Oba zespoły podzieliły się zwycięstwami, jednak w całych zawodach triumfowali gospodarze dzięki bonusowemu punktowi w przegranym pojedynku.
| 28 kwietnia 201916:00 | Pakistan | 44:13 | Uzbekistan | Lahaur |
| 28 kwietnia 201916:00 |          | 44:13 |            | Lahaur |

| 1 maja 201916:00 | Uzbekistan | 38:24 | Pakistan | Lahaur |
| 1 maja 201916:00 |            | 38:24 |          | Lahaur |

### Dywizja 3 Zachodnia
Turniej Dywizji 3W odbył się w tajlandzkim mieście Pattaya w ciągu trzech meczowych dni pomiędzy 20 a 26 maja 2019 roku i wzięły w nim udział trzy zespoły rywalizujące systemem kołowym, choć wcześniejsze plany zakładały udział Iranu i rozegranie zawodów systemem pucharowym. Dzięki dwóm zwycięstwom triumfowała w nim reprezentacja gospodarzy
| 30 marca 201918:00 | Katar | 77:0 | Jordania | Aspire Dome, Doha |
| 30 marca 201918:00 |       | 77:0 |          | Aspire Dome, Doha |

| 2 kwietnia 201918:00 | Jordania | 6:71 | Liban | Aspire Dome, Doha |
| 2 kwietnia 201918:00 |          | 6:71 |       | Aspire Dome, Doha |

| 5 kwietnia 201919:00 | Katar | 13:10 | Liban | Aspire Dome, Doha |
| 5 kwietnia 201919:00 |       | 13:10 |       | Aspire Dome, Doha |